# Eustomias cryptobulbus
Eustomias cryptobulbus es una especie de pez de la familia Stomiidae en el orden de los Stomiiformes.

## Morfología
• Los machos pueden llegar alcanzar los 13,9 cm de longitud total y las hembras 16,5.

## Hábitat
Es un pez de mar y de aguas profundas que vive hasta 975 m de profundidad.

## Distribución geográfica
Se encuentra en el Índico, el Pacífico y el sureste del  Atlántico.